# Banque centrale de Tunisie
Pour les articles homonymes, voir BCT.
Ne doit pas être confondu avec Banque de Tunisie.
La Banque centrale de Tunisie (arabe : البنك المركزي التونسي) ou BCT est la banque centrale tunisienne. Son siège est situé à Tunis et son gouverneur est Fethi Zouhair Nouri depuis le 15 février 2024.

## Histoire
La Banque centrale de Tunisie est fondée deux ans après l'indépendance du pays. Le 19 septembre 1958, la loi no 58-90, portant création et organisation de la BCT, est promulguée. Le 18 octobre, la loi no 1958-109, instituant le dinar tunisien en remplacement du franc tunisien, est à son tour promulguée. Les deux lois entrent en vigueur le 3 novembre de la même année.

## Objectifs et missions
L'objectif principal de la Banque centrale de Tunisie est de maintenir la stabilité des prix. Ses attributions incluent également le maintien de la stabilité financière et la coordination avec la politique monétaire et économique de l'État, tout en étant statutairement indépendante depuis 2016. Elle est ainsi chargée des missions suivantes :
- Conduire et mettre en œuvre la politique monétaire ;
- Appliquer les lois et règlements relatifs au change ;
- Détenir et gérer les réserves de change en devises et en or ;
- Œuvrer à garantir la stabilité, l'efficacité et la sécurité des systèmes de paiement, tout en prenant en compte les particularités de la finance islamique ;
- Contrôler les banques et les établissements financiers et réguler leur activité ;
- Émettre la monnaie fiduciaire, assurer son entretien et faciliter sa circulation en Tunisie ;
- Agir en qualité de caissier et d'agent financier de l'État ;
- Conseiller le gouvernement sur les questions économiques et financières en cas de sollicitation ;
- Collecter et gérer les données liées à l'exercice de ses missions ;
- Contribuer à la conduite et à la mise en œuvre de la politique macroprudentielle pour réduire le risque systémique ;
- Œuvrer à la protection des usagers des services bancaires.

La BCT est obligatoirement consultée par les fonctions exécutive et législative sur les questions intéressant la monnaie, le crédit ou le change, ou pouvant avoir des répercussions sur la situation monétaire et d'une façon générale, sur toute question touchant ses domaines d'attribution.

## Direction, contrôle et organisation
La direction et l'administration de la Banque centrale de Tunisie sont assurées comme suit :
- Gouvernement de la banque : un gouverneur assisté par un vice-gouverneur placé sous son autorité directe ;
  - Directions générales organisées en quatre pôles correspondant aux quatre missions fondamentales de la banque : change, études et politique monétaire, stabilité financière, monnaie et réseau ;
  - Directions générales logistiques regroupées au sein du secrétariat général ;
  - Unités rattachées directement au gouvernement de la banque ;
  - Contrôle général ;
- Conseil d'administration.

Le conseil d'administration fixe le dispositif de contrôle interne de la Banque et crée un comité permanent d'audit qui lui est directement rattaché et qui est présidé par l'un de ses membres. Les comptes de la BCT sont soumis à un audit externe réalisé par deux commissaires aux comptes.

## Gouvernement de la banque

### Gouverneur et vice-gouverneur
La Banque centrale de Tunisie est dirigée par un gouverneur nommé par décret pour un mandat de six ans renouvelable une seule fois. Il préside les réunions du conseil d'administration, organise les services de la BCT, recrute et nomme les agents de la BCT et décide de leur promotion, propose au conseil le statut du personnel, le code de déontologie et le régime de rémunération du personnel ainsi que l'organigramme de la banque et les attributions de ses services.
Le gouverneur est assisté par un vice-gouverneur, nommé par décret sur proposition du gouverneur, chargé en permanence du bon fonctionnement des services de la banque. En cas d'absence ou d'empêchement, le vice-gouverneur exerce les attributions dévolues au gouverneur.
Tous deux ne peuvent exercer un mandat législatif ou exécutif, ni assumer une responsabilité partisane, ni cumuler leurs fonctions avec une fonction dans le secteur public ou privé. Ils ne peuvent pas non plus prendre ou recevoir une participation ou un intérêt dans une entreprise privée durant l'exercice de leur fonction.

### Historique
Depuis sa fondation, les gouverneurs suivants se sont succédé à la tête de l'institution :
| Rang | Nom                   | Mandat                              |
| ---- | --------------------- | ----------------------------------- |
| 1er  | Hédi Nouira           | 30 septembre 1958 - 9 novembre 1970 |
| 2e   | Ali Zouaoui           | 10 novembre 1970 - 18 février 1972  |
| 3e   | Mohamed Ghenima       | 4 mars 1972 - 7 mai 1980            |
| 4e   | Abdelaziz Mathari     | 8 mai 1980 - 11 juillet 1980        |
| 5e   | Moncef Belkhodja      | 12 juillet 1980 - 14 mars 1986      |
| 6e   | Mohamed Skhiri        | 15 mars 1986 - 26 octobre 1987      |
| 7e   | Ismaïl Khelil         | 27 octobre 1987 - 2 mars 1990       |
| 8e   | Mohamed El Béji Hamda | 3 mars 1990 - 22 janvier 2001       |
| 9e   | Mohamed Daouas        | 23 janvier 2001 - 13 janvier 2004   |
| 10e  | Taoufik Baccar        | 14 janvier 2004 - 16 janvier 2011   |
| 11e  | Mustapha Kamel Nabli  | 17 janvier 2011 - 27 juin 2012      |
| 12e  | Chedly Ayari          | 23 juillet 2012 - 14 février 2018   |
| 13e  | Marouane Abassi       | 16 février 2018 - 15 février 2024   |
| 14e  | Fethi Zouhair Nouri,  | depuis le 15 février 2024           |